# Biblioteca Județeană Covasna
Biblioteca Județeană Covasna, fostul sediu al comitatului Trei Scaune, este un monument istoric aflat pe teritoriul municipiului Sfântu Gheorghe. În aceeași clădire își are sediul și Centrul de Coordonare Culturală al Republicii Ungare.